# Barmissen
Barmissen er en by og kommune i det nordlige Tyskland, beliggende i Amt Preetz-Land i den sydvestlige del af Kreis Plön. Kreis Plön ligger i den østlige/centrale del af delstaten Slesvig-Holsten.

## Geografi
Barmissen er beliggende omkring 10 km syd for Kiel og omkring 8 km vest for Preetz ved Bundesstraße 404 fra Kiel mod Bad Segeberg.